# (7011) Worley
(7011) Worley (1987 SK1) – planetoida z grupy pasa głównego asteroid okrążająca Słońce w ciągu 3,43 lat w średniej odległości 2,28 j.a. Odkryta 21 września 1987 r.